# Utan filter
Utan filter är debutalbumet av den svenska gruppen Farbror blå, utgivet 1991. Låtarna "Snövit", "Det ska va' en riktig man i år", Ensam i det blå", "I väntans tider" och "Så kan det gå" släpptes som singlar från albumet.

## Låtlista
All musik skrevs av Peter Kvint. All text skrevs av Kvint, där inget annat anges.
1. "För din kärleks skull" - 3:20
2. "En vacker dag" - 3:05
3. "Snövit" - 3:16
4. "I väntans tider" (Andreas Nilsson) - 3:57
5. "Moder jord" - 4:41
6. "Så kan det gå" - 3:57
7. "Välfärdsdesperados" - 4:04
8. "Lebeman" - 3:17
9. "03.00" (Nilsson) - 2:45
10. "Se men inte röra" - 3:37
11. "Det ska va' en riktig man i år" - 3:18
12. "Ensam i det blå" (Nilsson) - 3:34
13. "Springer iväg" - 4:00

## Musiker
Farbror blå
- Peter Kvint – gitarr
- Andreas Nilsson – sång
- Thomas Adolfsson – klaviatur
- Ulf Carlsson – gitarr
- Måns Eriksson – trummor
- Göran Hovmark – bas

Andra musiker
- Niklas Medin - dragspel (låt 4)
- Mats Glenngård - fiol (låt 4, 8)
- Göran Wiklund - körsång (låt 4, 8, 10)
- Mats Ronander - munspel (låt 6)
- Andreas Carlsson - trombon (låt 7, 9, 10)
- Pär Grebacken - klarinett (låt 7, 9), saxofon (låt 9, 10)
- Anders Löwstedt - trumpet (låt 7, 9, 10)
- Hoffe Stannow - körsång (låt 8)